# Slasher (serie televisiva)
Slasher è una serie televisiva canadese e statunitense prodotta da Super Channel e Netflix, distribuita dal 2016.

## Trama

### Prima stagione:L'Esecutore
La serie ruota attorno alle vicende della ventinovenne Sarah Bennett, che torna qualche tempo dopo nella sua città natale, ma improvvisamente accadono una serie di omicidi. Questi hanno delle forti analogie con l'uccisione dei suoi genitori avvenuta nel 1988, quando nella notte di Halloween fece irruzione nella loro casa un uomo mascherato che si spacciò silenziosamente per l'amico che il padre di Sarah stava aspettando. All'arrivo di quest'altro, l'uomo uccise brutalmente i due coniugi, strappando letteralmente la bambina dal grembo della madre. Per riuscire a trovare il nuovo criminale che affligge la città, Sarah decide di chiedere aiuto all'assassino dei suoi genitori, Tom Winston, che è in carcere da allora, il quale accetta e aiuta Sarah ad indagare. Sebbene l'identità del killer venga presto svelata, il finale ribalta lo sviluppo dell'intera stagione.

### Seconda stagione:Colpevoli
Cinque anni dopo aver occultato  l'omicidio della povera Talvinder, gli istruttori di un campo estivo tornano con i sensi di colpa sul luogo del delitto, nonostante apparentemente ognuno di loro avesse un "buon motivo" per uccidere la ragazza, che aveva arrecato loro danni di vario tipo. Il loro intento è quello di spostare i resti della loro vittima altrove, in vista di una prossima costruzione edilizia da parte della comunità che è sorta lì in seguito alla chiusura del camping avvenuta due anni dopo la morte di Talvinder Gill. Fin dal loro arrivo inizieranno una serie di omicidi brutali, e pian piano sarà evidente che qualcuno nella comunità è al corrente di ciò che hanno fatto e che il suo scopo è ucciderli tutti per vendetta.

### Terza stagione:Solstizio
Un giovane viene brutalmente ucciso davanti al suo condominio, circondato da testimoni che non fanno nulla per aiutarlo. Un anno dopo, il terrore colpisce ancora una volta il complesso di appartamenti. Il Druido, una spaventosa figura incappucciata, semina il terrore tra gli inquilini, lasciando un'orribile scia di sangue.

### Quarta stagione:Flesh & Blood
Un nuovo serial killer mascherato è pronto ad uccidere le sue vittime. A scoprirlo è una ricca famiglia disfunzionale riunitasi su un’isola appartata. Una volta insieme, cresce sempre più la tensione e la rivalità tra i protagonisti, soprattutto quando un pericoloso assassino inizia ad ucciderli uno per uno.

### Quinta stagione:Ripper
Nel diciannovesimo secolo, un serial killer vestito da vedova si aggira per le strade di una piccola cittadina inglese, ma invece che prendere di mira i poveri e gli oppressi come Jack lo squartatore, si scontrerà con i più benestanti e potenti, al fine di portare giustizia per l'insabbiamento degli eventi che hanno portato alla morte Margaret Mehar.

## Episodi
| Stagione         | Episodi | Prima TV USA | Pubblicazione Italia |
| ---------------- | ------- | ------------ | -------------------- |
| Prima stagione   | 8       | 2016         | 2017                 |
| Seconda stagione | 8       | 2017         | 2017                 |
| Terza stagione   | 8       | 2019         | 2019                 |
| Quarta stagione  | 8       | 2021         | inedite              |
| Quinta stagione  | 8       | 2023         | inedite              |

## Personaggi e interpreti

### Prima stagione:L'Esecutore

#### Personaggi principali
- Sarah Bennett, interpretata da Katie McGrath, doppiata da Eleonora De Angelis.
- Brenda Merrit,  interpretata da Wendy Crewson, doppiata da Antonella Giannini.
- Dylan Bennett,  interpretato da Brandon Jay McLaren, doppiato da Andrea Mete.
- Cam Henry,  interpretato da Steve Byers, doppiato da Francesco Pezzulli.
- Tom Winston, interpretato da Patrick Garrow, doppiato da Stefano Santerini.
- Iain Vaughn, interpretato da Dean McDermott, doppiato da Massimo De Ambrosis.
- Robin Turner, interpretato da Christopher Jacot, doppiato da Patrizio Cigliano.

#### Personaggi ricorrenti
- June Henry, interpretata da Jessica Sipos, doppiata da Selvaggia Quattrini.
- Verna McBride, interpretata da Mary Walsh, doppiata da Cristina Piras.
- Trent McBride, interpretato da Jefferson Brown, doppiato da Andrea Lavagnino.
- Lisa Ann Follows, interpretata da Enuka Okuma, doppiata da Laura Lenghi.
- Heather Peterson, interpretata da Erin Karpluk, doppiata da Rossella Acerbo.
- Alison Sutherland, interpretata da Mayko Nguyen, doppiata da Gemma Donati,
- Alan Henry, interpretato da Rob Stewart (adulto) e Jim Watson (giovane), doppiato da Antonio Sanna (adulto) e Federico Bebi (giovane).
- Sonja Edwards, interpretata da Victoria Snow (adulta) e Bianca Melchior (giovane), doppiata da Lorenza Biella (adulta) e Veronica Puccio (giovane).
- Justin Faysal, interpretato da Mark Ghanimé, doppiato da Carlo Scipioni.
- Bryan Ingram, interpretato da Dylan Taylor, doppiato da Guido Di Naccio.
- Rachel Ingram, interpretata da Alysa King, doppiata da Eleonora Reti.
- Ariel Peterson, interpretata da Hannah Endicott-Douglas, doppiata da Eva Padoan.

### Seconda stagione:Colpevoli

#### Personaggi principali
- Judith Berry, interpretata da Leslie Hope, doppiata da Patrizia Giangrand.
- Peter Broome, interpretato da Lovell Adams-Grey, doppiato da Andrea Beltramo.
- Noah Jenkins, interpretato da Jim Watson, doppiato da Davide Albano.
- Dawn Daguin, interpretata da Paula Brancati, doppiata da Roberta Maraini.
- Antonine, interpretato da Christopher Jacot, doppiato da Oliviero Cappellini.
- Mark Rankin, interpretato da Paulino Nunes, doppiato da Maurizio De Girolamo.
- Glenn Morgan, interpretato da Ty Olsson, doppiato da Walter Rivetti.
- Renée, interpretata da Joanne Vannicola, doppiata da Francesca Vettori.
- Owen "Wren" Turnbull, interpretato da Sebastian Pigott, doppiato da Luca Ghignone.
- Keira, interpretata da Madison Cheeatow, doppiata da Annalisa Platania.

#### Personaggi secondari
- Talvinder Gill, interpretata da Melinda Shankar, doppiata da Martina Tamburello.
- Susan Lam, interpretata da Kaitlyn Leeb, doppiata da Emanuela Pacotto.
- Andi Criss, interpretata da Rebecca Liddiard, doppiata da Chiara Francese.
- Gene, interpretato da Jefferson Brown, doppiato da Mirko Marchetti.
- Alan Haight, interpretato da Dean McDermott.
- Stephanie, interpretata da Rebecca Amzallag.
- Simon, interpretato da Kyle Buchanan.
- Luke, interpretato da Simu Liu.
- Megan, interpretata da Sophia Walker.
- Janice, interpretata da Kimberly-Sue Murray.

### Terza stagione:Solstizio

#### Personaggi principali
- Saadia Jalalzai, interpretata da Baraka Rahmani, doppiata da Ludovica Bebi.
- Roberta Hanson, interpretata da Lisa Berry, doppiata da Angela Brusa.
- Angel Lopez, interpretato da Salvatore Antonio, doppiato da Francesco De Francesco.
- Dan Olensky, interpretato da Dean McDermott, doppiato da Massimo Bitossi.
- Jen Rijkers, interpretata da Mercedes Morris, doppiata da Sara Labidi.
- Connor Rijkers, interpretato da Gabriel Darku, doppiato da Jacopo Venturiero.
- Kaili Greenberg, interpretata da Erin Karpluk, doppiata da Eleonora Reti.
- Violet Lickers, interpretata da Paula Brancati, doppiata da Chiara Gioncardi.
- Amber Ciotti, interpretata da Joanne Vannicola, doppiata da Gaia Bolognesi.
- Amy Chao, interpretata da Rosie Simon, doppiata da Maria Grazia Cerullo.
- Xander Lemmon, interpretato da Jim Watson, doppiato da Stefano Brusa.
- Joe Lickers, interpretato da Ilan Muallem.
- Frank Dixon, interpretato da Paulino Nunes, doppiato da Roberto Certomà.

#### Personaggi secondari
- Beth, interpretata da Rebecca Amzallag.
- Kit Jennings, interpretato da Robert Cormier, doppiato da Francesco Bulckaen.
- Pujit Singh, interpretato da Ishan Davé, doppiato da Dimitri Winter.
- Cassidy Olensky, interpretata da Genevieve DeGraves, doppiata da Margherita De Risi.
- Lucie Cooper, interpretata da Tiio Horn.
- Wyatt, interpretato da Jefferson Brown.
- Justine Rijkers, interpretata da Patrice Goodman, doppiata da Laura Amadei.
- Kate Dixon, interpretata da Marie Ward.
- Farishta Jalalzai, interpretata da Dalal Badr.
- Azlan Jalalzai, interpretato da Saad Siddiqui.
- Erica Dixon, interpretata da Romy Weltman.

### Quarta stagione:Flesh & Blood

#### Personaggi principali
- Vincent Galloway, interpretato da A.J. Simmons.
- Theo Galloway, interpretato da Alex Ozerov.
- Persephone Trinh, interpretata da Jeananne Goossen.
- Seamus Galloway, interpretato da Chris Jacot.
- Annette Galloway, interpretata da Maria del Mar.
- Christy Martin, interpretata da Paula Brancati.
- Grace Galloway interpretata da Rachael Crawford.
- Florence Galloway, interpretata da Sabrina Grdevich.
- Liv Vogel, interpretata da Sydney Meyer.
- Ray Craft, interpretato da Patrick Garrow.
- Spencer Galloway, interpretato da David Cronenberg.

#### Personaggi secondari
- O'Keeffe Galloway, interpretata da Breton Lalama.
- Jayden Galloway, interpretato da Corteon Moore.
- Merle, interpretato da Jefferson Brown.
- Aphra Galloway, interpretata da Nataliya Rodina.
- Birgit Vogel, interpretata da Patrice Goodman.

### Quinta stagione:Ripper

#### Personaggi principali
- Georges Rondeau, interpretato da Thom Allison.
- Salomé, interpretato da Salvatore Antonio.
- Dr. Melanda Israel, interpretata da Lisa Berry.
- Viviana Botticellii, interpretata da Paula Brancati.
- Horatio Dixon, interpretato da Jefferson Brown.
- Andrew May Jr., interpretato da Steve Byers.
- Kenneth Rijkers, interpretato da Gabriel Darku.
- Venetia Botticelli, interpretata da Sabrina Grdevich.
- Terrence Crenshaw, interpretato da Christopher Jacot.
- Sovrintendente Isaac Kashtinsky, interpretato da Daniel Kash.
- Verdi Botticelli, interpretata da Sadie Laflamme-Snow.
- Regina Simcoe, interpretata da Clare McConnell.
- Shanika, interpretata da Mercedes Morris.
- Eddie Jacobs, interpretato da Brandon Oakes.
- Enid Jenkins, interpretata da Joanne Vannicola.
- Basil Garvey, interpretato da Eric McCormack.

#### Personaggi secondari
- Alistair Simcoe, interpretato da Shaun Benson.
- Margaret Mehar, interpretata da Genevieve DeGraves.
- Andrew May Sr., interpretato da Rob Stewart.
- Gladys, interpretata da Sharron Matthews.
- Officer Mullman, interpretata da Paul Braunstein.
- Daisy Zywiecki, interpretata da Nataliya Rodina.
- Jasper Cohen, interpretato da Saad Siddiqui.

## Produzione
Slasher è la prima serie originale del canale statunitense Chiller. La prima stagione, intitolata Slasher: L'Esecutore, è stata trasmessa dal 4 marzo al 15 aprile 2016 negli Stati Uniti su Chiller e in Canada dal 1º aprile al 20 maggio 2016 su Super Channel. 
La serie è stata rinnovata per una seconda stagione intitolata Slasher: Colpevoli, distribuita a livello globale come serie originale Netflix il 17 ottobre 2017. La serie è stata rinnovata per una terza stagione intitolata Solstizio e pubblicata su Netflix il 23 maggio 2019.
Il 12 novembre 2020 è stato annunciato da Shudder, il servizio streaming di AMC, il rinnovo per una quarta stagione intitolata Flesh & Blood.
Al termine della quarta stagione, la serie è stata rinnovata per una quinta, intitolata “Slasher: Ripper”, che rispetto alle altre tornerà indietro nel tempo, nell’epoca vittoriana. La pubblicazione degli episodi sarà a cadenza settimanale: dal 6 aprile al 11 maggio 2023.